# Église Saint-Sébastien de La Chapelle-Vaupelteigne
L'église Saint-Sébastien de La Chapelle-Vaupelteigne est une église située sur la commune de La Chapelle-Vaupelteigne, dans le département de l'Yonne, en France.

## Localisation
L'église se trouve au centre du village côté ouest.

## Historique
L'édifice est inscrit au titre des monuments historiques par arrêté du 9 décembre 1929.